# Ruhrtaler Ru 3
Die Ruhrtaler Ru 3 war ein in den 1930er Jahren entwickeltes deutsches Schulflugzeug für die Fortgeschrittenenausbildung.

## Geschichte
Die Flugzeugbausparte der Ruhrthaler Maschinenfabrik Schwarz & Dyckerhoff GmbH wurde im Herbst 1933 von Hanns Schwarz, dem Sohn des Teilinhabers Heinrich Wilhelm Schwarz und als Mitglied der Akaflieg Stuttgart Leiter von deren Werkstatt, ins Leben gerufen. Als Chefkonstrukteur fungierte Willy Fiedler, die Leitung übernahm Tasso Proppe. Anfangs war die Konstruktion eines als Ru 2 bezeichneten Reiseflugzeugs geplant, die aber verworfen wurde, als eine Abordnung des Reichsluftfahrtministeriums (RLM) die Werkstatt besuchte und die Entwicklung eines Trainers für Jagdflieger anregte. Das Triebwerk sowie die Ausrüstung stellte das RLM zur Verfügung. Die Projektierung wurde von Fiedler, der danach das Unternehmen verließ, bis zum Frühling 1934 abgeschlossen. Der Prototyp wurde nach mehr als zweijähriger Bauphase im Herbst 1936 von Hanns Schwarz eingeflogen und im Anschluss durch verschiedene Flugzeugführer erprobt, die dem Typ eine sehr gute Wendigkeit und Eignung zum Kunstflug bescheinigten. Am 1. November 1936 erfolgte eine Flugvorführung vor einer Abordnung des RLM, die durch Hanns Schwarz durchgeführt wurde. Ein Programm wurde von ihm erfolgreich absolviert; beim darauffolgenden Flug am Nachmittag geriet die Ru 3 aus unbekannter Ursache ins Trudeln und konnte von Schwarz nicht mehr abgefangen werden, der beim Absturz ums Leben kam. Das Unternehmen stellte daraufhin alle Aktivitäten im Luftfahrtbereich ein. In der Rolle als Ausbildungsflugzeug für Jagdflieger nutzte die Luftwaffe letztendlich die Ar 76 und Fw 56.

## Aufbau
Die Ru 3 war ein Hochdecker in Holz/Metall-Gemischtbauweise. Der Rumpf bestand aus einem stoffbespannten, geschweißten Stahlrohrgerüst mit holzverkleidetem, abgerundetem Rücken. Der Motor war in eine Stahlrohraufhängung integriert und mit Blechen verkleidet; dahinter befanden sich das Brandschott und der Kraftstoffbehälter. Die Tragfläche aus Holz und Stoffbespannung war mit kurzen I-Stielen mit dem Rumpf verbunden. Sie wurde aus einem Stück gebildet, besaß Kasten- und Hilfsholm, eine verwindungssteifer Sperrholznase mit gepfeilter Vorderkante. Das freitragende Normalleitwerk bestand aus einem Holzgerippe mit sperrholzbeplankter Höhen- und Seitenflosse und stoffbespannten Rudern. Die Querruder waren unausgeglichen und am Hilfsholm angelenkt. Die Ru 3 war mit einem starren Fahrwerk ausgestattet, das aus den bremsbaren Haupträdern an Federbeinen ohne durchgehende Achse und einem kleinen Heckrad bestand, die alle aerodynamisch verkleidet waren.

## Technische Daten
| Kenngröße                                     | Daten                                                                                            |
| --------------------------------------------- | ------------------------------------------------------------------------------------------------ |
| Besatzung                                     | 1                                                                                                |
| Spannweite                                    | ca. 10,00 m                                                                                      |
| Länge                                         | ca. 6,60 m                                                                                       |
| Flügelfläche                                  | ca. 13,00 m                                                                                      |
| Flügelstreckung                               | ca. 7,7                                                                                          |
| Flächenbelastung                              | ca. 61,5 kg/m²                                                                                   |
| Leistungsbelastung                            | ca. 5,93 kg/PS                                                                                   |
| Rüstmasse                                     | ca. 600 kg                                                                                       |
| Startmasse                                    | ca. 800 kg                                                                                       |
| Antrieb                                       | ein luftgekühlter Vierzylinder-Viertakt-Reihenmotor mit starrer Zweiblatt-Holzluftschraube       |
| Typ                                           | Argus As 8B Serie 3                                                                              |
| Startleistung Nennleistung max. Dauerleistung | 135 PS (99 kW) bei 2200/min 125 PS (92 kW) bei 2150/min 115 PS (85 kW) bei 2090/min in Bodennähe |
| Höchstgeschwindigkeit                         | 240 km/h                                                                                         |
| Reisegeschwindigkeit                          | 210 km/h                                                                                         |
| Gipfelhöhe                                    | 4600 m                                                                                           |